# Штурм Красной мечети
Штурм Красной мечети — кульминация противостояния между студентами медресе Джамия Фаридия при Красной мечети и правительственными силами в столице Пакистана.
3 июля 2007 года прихожане Красной мечети объявили о выходе из правового поля светского Пакистана и об установлении законов шариата. 4 июля началась осада. 9 июля в окрестностях мечети были убиты трое китайских рабочих, посещавших местный бордель. Штурм Красной мечети был предпринят 10 июля и повлек гибель свыше 100 человек. По официальным данным пакистанских властей, в ходе спецоперации было убито 53 исламиста. Также погибли 10 пакистанских военнослужащих, преимущественно элитных подразделений коммандос.